# 毗卢寺 (石家庄)
38°07′33″N 114°25′11″E / 38.12583°N 114.41972°E
毗卢寺位于中国河北省石家庄市新华区杜北街道上京村，石津总干渠东北岸，1996年被列为第四批全国重点文物保护单位。

## 简介
毗卢寺始建于唐天宝年间，现存建筑中，释迦殿和毗卢殿为明代所建，余为1988年重建，因寺内主殿供奉毗卢遮那佛而得名。释迦殿面阔、进深各三间，单檐悬山顶。毗卢殿面阔进深各三间，单檐歇山顶，前出抱厦，内有明代壁画及塑像，具有极高的艺术价值。2013年，毗卢寺毗卢殿壁画数字化制作完成。2017年，敦煌研究院的专家对毗卢寺壁画进行了大规模修复。